# 彼得·马格 (手球运动员)
彼得·马格（Peter Maag，1953年1月8日—），瑞士手球运动员，所属俱乐部是苏黎世GC。曾随国家队参加1980年夏季奥林匹克运动会男子手球比赛，结果获得第八名。